# Scalarispora hashiokai
Scalarispora hashiokai är en svampart som först beskrevs av Hirats. f., och fick sitt nu gällande namn av Buriticá & J.F. Hennen 1994. Scalarispora hashiokai ingår i släktet Scalarispora och familjen Phakopsoraceae.   Inga underarter finns listade i Catalogue of Life.